# Euretinae
Euretinae is een onderfamilie van sponsdieren uit de klasse van de Hexactinellida. 

## Geslachten
- Calyptorete Okada, 1925
- Conorete Ijima, 1927
- Endorete Topsent, 1928
- Eurete Semper, 1868
- Gymnorete Ijima, 1927
- Heterorete Dendy, 1916
- Homoieurete Reiswig & Kelly, 2011
- Lefroyella Thomson, 1878
- Pararete Ijima, 1927
- Pityrete Topsent, 1928